# Colin Beavan

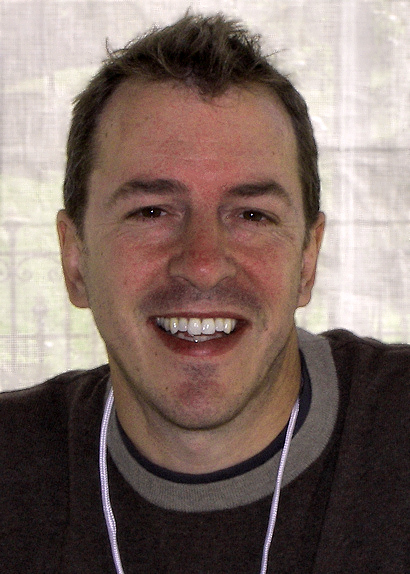
Colin Beavan beim Texas Book Festival 2009.

Colin Beavan (* 1963) ist ein US-amerikanischer Sachbuch-Autor und Blogger. Bekannt wurde er durch das Experiment, mit seiner Familie ein Jahr lang in New York City mit „zero impact“ zu leben.
Zu den Regeln des Experimentes gehörte, keinen Abfall zu produzieren außer Kompost, nichts zu kaufen außer Nahrungsmittel, die innerhalb eines 250-Meilen-Radius hergestellt wurden, keine Kohlenstoff-basierten Transportmittel zu benutzen und keine Papierprodukte zu benutzen, auch kein Toilettenpapier. Er und seine Familie waren Gegenstand des Dokumentarfilms No Impact Man: The Documentary unter der Regie von Laura Gabbert und Justin Schein. Ein Buch über das Dauer-Experiment erschien im September 2009 unter dem deutschen Titel "Barfuss in Manhattan - Mein ökologisch korrektes Abenteuer".
MSN zählte Beavan zu den Ten Most Influential Men of 2007; die Zeitschrift Elle nannte ihn bei den 2008 Green Awards einen Eco-Illuminator. Das Time Magazine rechnete sein Blog NoImpactMan.com zu den 15 wichtigsten Umwelt-Websites der Welt.

## Bücher
- No Impact Man: The Adventures of a Guilty Liberal Who Attempts to Save the Planet and the Discoveries He Makes About Himself and Our Way of Life in the Process Farrar, Straus, and Giroux, New York City - 2009, ISBN 978-0-374-22288-8
  - dt. von Claudia Feldmann: Barfuß in Manhattan: Mein ökologisch korrektes Abenteuer, Gustav Kiepenheuer Verlag 2010
- Operation Jedburgh: D-Day and America's First Shadow War - 2006, ISBN 978-0-670-03762-9
- Fingerprints: The Origins of Crime Detection and the Murder Case that Launched Forensic Science - 2001, ISBN 978-0-7868-8528-2